# Соколов, Ярослав Вячеславович
Яросла́в Вячесла́вович Соколо́в (11 января 1938, Ленинград — 21 июля 2010, Санкт-Петербург) — российский учёный-экономист, заслуженный работник высшей школы Российской Федерации, доктор экономических наук, профессор, заведующий кафедрой статистики, учёта и аудита Санкт-Петербургского государственного университета, первый президент Института профессиональных бухгалтеров России, член Методологического совета по бухгалтерскому учёту при Минфине РФ, член президиума Дома ученых им. М. Горького РАН, член экспертного совета ВАК РФ по экономике, автор более 600 публикаций по методологии и истории бухгалтерского учёта.

## Биография
Ярослав Вячеславович Соколов — бухгалтер в третьем поколении. Дед, Дмитрий Федорович Соколов (1867—1939), происходил из московских старообрядцев Белокриницкого согласия, поступил работать помощником бухгалтера на Богородско-Глуховскую мануфактуру Морозовых и дослужился до управляющего Петербургским отделением фирмы. Отец, Вячеслав Дмитриевич Соколов (1893—1982), занимал крупные посты в системе торговли, последний из которых — главный бухгалтер Главного управления торговли Ленгорисполкома: разрабатывал многочисленные методики по учёту в торговле, постоянно печатался в профессиональных журналах, написал ряд учебников, преподавал в Институте и техникуме советской торговли.
О своем детстве Я. В. Соколов написал в одном из автобиографических рассказов: «Детства не было, была война». Блокаду он провел во одном из флигелей института Герцена, тогда в здании находился институт глухонемых, превращенный в госпиталь, начфином которого был назначен его отец; Ярослава запирали в комнате и весь день он слушал радио и рассматривал картинки из книг обширной родительской библиотеки. После окончания семилетней школы, она существует и сегодня по тому же адресу в Фонарном переулке, отец отдал Ярослава в Ленинградский техникум советской торговли. А затем он поступил в торгово-экономический институт (в те годы Институт советской торговли им Ф. Энгельса), где прослужил большую часть своей жизни и женился на преподавательнице французского — Елене Михайловне Захаровой.
В 1963 г. защитил кандидатскую, а в 1973 г. — докторскую диссертации. С 1976 г. профессор Соколов — член Методического совета по бухгалтерскому учёту при Министерстве финансов РФ.
В 1995 г. он был избран президентом Ассоциации бухгалтеров Северо-Запада России, что фактически стало признанием его заслуг в профессиональном общественном движении бухгалтеров.
В 1997 г. Я. В. Соколов стал одним из учредителей Института профессиональных бухгалтеров России и его первым президентом (1997—2000).
С 1975 по 2000 г. заведовал кафедрой бухгалтерского учёта торгово-экономического института, с 1999 г. — кафедрой статистики, учёта и аудита Санкт-Петербургского государственного университета.
С 1991 г. действительный член Международной академии историков бухгалтерского учёта (англ.).
Основные труды Я. В. Соколова относятся к области теории, истории учёта, бухгалтерскому образованию, учёту в торговле и его механизации.

## Преподаваемые дисциплины
1. Теория бухгалтерского учёта
2. История бухгалтерского учёта
3. Аудит
4. Современные проблемы бухгалтерского учёта и аудита

## Список основных трудов
1. Палий В. Ф., Соколов Я. В. Введение в теорию бухгалтерского учёта. — М. : Финансы, 1979. — 303 с.
2. Соколов Я. В. История развития бухгалтерского учёта. — М. : Финансы и статистика, 1985. — 367 с.
3. Бухгалтерский учёт в торговле: Учеб. для студентов, обуч. по спец. 1737 «Бух. учёт и анализ хоз. деятельности»/Я. В. Соколов, А. Д. Зыков, А. П. Капралов и др.— 2-е изд., перераб.— М.: Экономика, 1986. — 432 с.
4. Соколов Я. В. Очерки по истории бухгалтерского учёта. — М. : Финансы и статистика, 1991. — 400 с. — 10 000 экз. — ISBN 5-279-00546-0.
5. Пачоли , Лука. Трактат о счетах и записях / Лука Пачоли; изд. подготовил: Ярослав Вячеславович Соколов; пер.: Э. Г. ВальденбергМ.: Финансы и статистика,1994. — 317, [3] с.: порт., факсимиле, фотоил.; 21 см. Библиографический список: с. 312—316 (77 названий); с. 317, 318 (36 названий) . — ISBN 5-279-01215-7
6. Соколов Я. В. Бухгалтерский учёт: от истоков до наших дней. — М. : Аудит, ЮНИТИ, 1996. — 638 с. — ISBN 5-85177-017-1.
7. Соколов Я. В. Основы теории бухгалтерского учёта. — М. : Финансы и статистика, 2000. — 496 с. — 7000 экз. — ISBN 5-279-01937-2.
8. Соколов Я. В., Пятов М. Л. Бухгалтерский учёт для руководителя. — М. : Проспект, 2000. — 281, [1] c. — ISBN 5-94032-017-1.
9. Соколов Я. В., Соколов В. Я. История бухгалтерского учёта. — М. : Финансы и статистика, 2003. — 270 c. — ISBN 5-279-02497-X.
10. Соколов Я. В., Соколов В. Я. История бухгалтерского учёта : учебник. — 3-е изд., перераб. и доп. — М.: Магистр, 2009. — 287 с. : ил. — 1000 экз. — ISBN 978-5-9776-0100-9 (в пер.).
11. Соколов Я. В. Бухгалтерский учёт как сумма фактов хозяйственной жизни. — М. : Магистр ИНФРА-М, 2010. — 224 c. — ISBN 978-5-9776-0130-6.

## Переводные издания под ред. Я. В. Соколова
В 1993—2005 гг. издательство «Финансы и статистика» выпускало Серию по бухгалтерскому учёту и аудиту UNCTC под редакцией профессора Я. В. Соколова, в рамках которой вышли в свет и неоднократно переиздавались русские переводы работ современных зарубежных авторов по управленческому, финансовому учёту, финансовому менеджменту:
1. Мюллер Г., Гернон Х., Миик Г. Учёт: международная перспектива (1993, 1996, 1999, 2003);
2. Нидлз Б., Андерсон Х., Колдуэлл Д. Принципы бухгалтерского учёта (1993, 1994, 1996, 1997, 1999, 2000, 2002, 2003, 2004);
3. Энтони Р., Рис Дж. Учёт: ситуации и примеры (1993, 1996, 1998, 2001);
4. Аренс Э. А., Лоббек Э. А. Аудит (1995, 2001, 2003);
5. Хорнгрен Ч. Т., Фостер Дж. Бухгалтерский учёт: управленческий аспект (1995, 2000, 2001, 2002, 2003, 2004);
6. Бернстайн Л. А. Анализ финансовой отчетности: Теория, практика и интерпретация (1996, 2002, 2003);
7. Ван Хорн Дж. К. Основы управления финансами (1996, 1997, 1999, 2001, 2003, 2005);
8. Хендриксен Э. С., Ван Бреда М. Ф. Теория бухгалтерского учёта (1997, 2000).

## Занимательная бухгалтерия
1. Соколов Я. В., Стуков С. А. Бухгалтер — профессия молодых. М.: Финансы и статистика, 1987. 125 с.
2. Соколов Я. В. Образ бухгалтера в литературе и кино. — М. : ИД ФБК-ПРЕСС, 2003. — 232 c. — ISBN 5-88103-117-2.
3. Соколов Я. В. О бухгалтерах, которых я знал и любил. — М. : Экономистъ, 2007. — 128 c. — ISBN 978-5-98118-215-0.
4. Дорофеев А. К. Рассказы старого бухгалтера. — М. : Магистр, 2007. — 142 c. — ISBN 978-5-9776-0004-0.
5. Соколов Я. В. Бухгалтерский учёт — веселая наука. Сборник статей. — М. : ООО «1С-Паблишинг», 2011. — 638 c. — 1000 экз. — ISBN 978-5-9677-1444-3.

## В память о Я. В. Соколове
Один раз в два года Экономический факультет СПбГУ проводит международную научную конференцию Соколовские чтения «Бухгалтерский учёт: взгляд из прошлого в будущее», посвященную памяти Я. В. Соколова.
В 2011 году вышел в свет сборник в память о Я. В. Соколове, в который вошли его малоизвестные и неопубликованные работы, а также полная библиография работ и воспоминания о нём: In memoriam. Ярослав Вячеславович Соколов (1938—2010) / Сост. И. И. Елисеева, А. Л. Дмитриев. СПб. : Нестор-История, 2011. — 432 c. — ISBN 978-5-98187-665-3.